# Mestre-sala y porta-bandeira
El Mestre-sala y porta-bandeira son una pareja de danzantes que ejercen la función de conducir y presentar la bandera de una escuela de samba durante su desfile en el carnaval.

## Historia
El baile mestre-sala y porta-bandeira tiene su origen en los ranchos carnavalescos, donde la "baliza" y el porta-estandarte tenían que defender los símbolos de la asociación. La defensa, en este caso, no era sólo simbólica: los miembros de un rancho solían intentar robar la bandera del otro. Por esta razón, muchos de los primeros abanderados fueron hombres incluso cuando las figuras se incorporaron a las escuelas de samba. Uno de los primeros abanderados de los que se tiene constancia fue Ubaldo, del GRES Portela. Maria Adamastor fue una de las primeras mestre-salas.

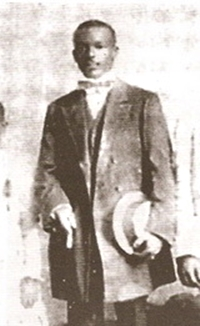
Hilário Jovino Ferreira, creador de la pareja mestre-sala y porta-bandeira y primer mestre-sala de la historia

Con el tiempo, la actuación de las balizas y abanderados evolucionó hacia el giro de la abanderada acompañado del balanceo del mestre-sala. Una hipótesis es que este cambio se vio influido por las danzas rituales prenupciales de las adolescentes africanas cortejadas por jóvenes guerreros. Otro posible origen del formato actual es la danza de fiestas populares y entierros, en la que las tribus se identificaban con banderas de colores.
En 1938, el traje de mestre-sala y porta-bandeira se convirtió en un criterio de evaluación en el desfile de las escuelas de samba de Río de Janeiro. A partir de 1958, la categoría incluyó el baile de la pareja.
Ya a principios del siglo XIX se hablaba de las cuadrillas carnavalescas de Río de Janeiro, muchas de las cuales también se llamaban cuadrillas Maltas de capoeira, que eran grupos de antiguos esclavos que utilizaban la violencia y las peleas entre bandas en los centros urbanos, y toda esta violencia acabó llamándose capoeiragem, hecho que llevó a prohibir la práctica de la capoeira como delito menor en el código penal de 1890.
Estos grupos se dividían en barrios, y cada grupo estaba muy implicado en fiestas populares e incluso en mítines políticos. En el carnaval, cada grupo tenía su propio escudo, su propia bandera llamada pavilhão, y en los desfiles era habitual que los grupos rivales robaran el pavilhão de otro grupo, que era una especie de trofeo. Entonces la bandera era escoltada por el mejor capoeirista del grupo que, además de bailar, asestaba golpes de capoeira a cualquiera que intentase acercarse al pabellón, a menudo armado con navajas, cuchillos y puñales, las armas blancas utilizadas por estos grupos en la época. Con el paso de los años y una mayor tranquilidad en los centros urbanos y el fin de los grupos de maltas, la navaja fue sustituida simbólicamente por el abanico, el cuchillo y la daga por pañuelos, pero los pasos ágiles son sin duda un legado de las capoeiras del final de la esclavitud.

## Reglas
En el desfile de las escuelas de samba de Río de Janeiro, las parejas deben presentarse ante los jueces, que evaluarán su vestuario y su baile. Entre los pasos obligatorios están los meneos, las medias vueltas, los giros completos, las vueltas y las mesuras. 
Los dos nunca deben darse la espalda al mismo tiempo. El mestre-sala debe dar la impresión de estar protegiendo a su compañera, que a su vez nunca debe dejar que la bandera envuelva el mástil o golpee su cuerpo..
En São Paulo, los jueces deben evaluar el baile de la pareja y la integridad de su vestuario. También deben quitar puntos si el abanderado se agacha delante de alguien, o si deja que la bandera se enrosque o toque su cara o la de su pareja. El mestre-sala no debe caerse ni tocar el suelo con la rodilla. Los dos también pierden puntos si hablan entre ellos